# ФК Славија Софија
ФК Славија (буг. ПФК Славия) је бугарски фудбалски клуб из Софије, који се тренутно такмичи у Првој лиги Бугарске.

## Историја
10. априла 1913. група младих људи који живе у близини Руског споменика у Софији, као и представници локалних клубова „Ботев“ и „Развитие“, одлучили су да оснују нови клуб под именом Славија. Димитар Благоев - Палио, 21-годишњи студент, изабран је за првог председника клуба. Неколико дана касније, изабрана је прва постава клуба: Стефан Лалов, Илија Георгијев, Емануил Гешев, Тодор Калкаџијев, Стефан Чумпалов, Димитар Благоев - Палио (сви из „Ботева“), Павел Грозданов, Фердинанд Михајлов, Борис Шаранков, Асен Бранчев, Димитар Цветков (сви из „Развитиа“). Првобитни дресови су били беле боје, а шорцеви црне боје. Од 1924. клуб игра у белим дресовима и белим шорцевима. 11. августа 1913. Славија игра свој први меч против локалне екипе „Савата“ и побеђује са 1:0.
После Првог светског рата Славија је постала још успешнија, 1928. освојена је прва титула шампиона Бугарске. До 1946, клуб је освајао титулу још 5 пута: 1930, 1936, 1939, 1941, 1943.
Највећи успех у Европи Славија је остварила у сезони 1966/67., када је дошла до полуфинала Купа победника купова где је испала од Ренџерса.
Славија је до сада, у свим сезонама играла у Првој лиги.

## Трофеји
- Прва лига : 7
  - 1928 1930 1936 1939 1941 1943 1996
- Куп : 7
  - 1952 1963 1964 1966 1975 1980 1996
- Балкански куп : 2
  - 1986 1988

## Славија Софија у европским такмичењима
| Сезона  | Такмичење             | Коло          | Земља                                            | Клуб              | Резултат                   | Домаћин | Гост |
| ------- | --------------------- | ------------- | ------------------------------------------------ | ----------------- | -------------------------- | ------- | ---- |
| 1963/64 | Куп победника купова  | 1.коло        | Мађарска                                         | МТК               | 1:2                        | 0:1     | 1:1  |
| 1964/65 | Куп победника купова  | 1.коло        | Република Ирска                                  | ФК Корк Селтик    | 3:1                        | 2:0     | 1:1  |
|         |                       | Осмина финала | Швајцарска                                       | ФК Лозана         | 4:5 (после мајсторице 2:3) | 1:0     | 1:2  |
| 1966/67 | Куп победника купова  | 1.коло        | Велс                                             | Свонзи            | 5:1                        | 4:0     | 1:1  |
|         |                       | Осмина финала | Француска                                        | Стразбур          | 2:1                        | 2:0     | 0:1  |
|         |                       | Четвртфинале  | Швајцарска                                       | ФК Сервет Женева  | 3:1                        | 3:0     | 0:1  |
|         |                       | Полуфинале    | Шкотска                                          | ФК Ренџерс        | 0:2                        | 0:1     | 0:1  |
| 1968/69 | Куп сајамских градова | 1.коло        | Шкотска                                          | Абердин           | 0:2                        | 0:0     | 0:2  |
| 1969/70 | Куп сајамских градова | 1.коло        | Шпанија                                          | Валенсија         | 3:1                        | 2:0     | 1:1  |
|         |                       | 2.коло        | Шкотска                                          | Килмарнок         | 3:4                        | 2:0     | 1:4  |
| 1970/71 | Куп сајамских градова | 1.коло        | Социјалистичка Федеративна Република Југославија | Хајдук Сплит      | 1:3                        | 1:0     | 0:3  |
| 1972/73 | Куп победника купова  | 1.коло        | Њемачка                                          | Шалке             | 2:5                        | 1:2     | 1:3  |
| 1973/74 | УЕФА Куп              | 1.коло        | Совјетски Савез                                  | Динамо Тбилиси    | 3:4                        | 2:0     | 1:4  |
| 1975/76 | Куп победника купова  | 1.коло        | Аустрија                                         | Штурм Грац        | 2:3                        | 1:0     | 1:3  |
| 1980/81 | Куп победника купова  | 1.коло        | Пољска                                           | Легија Варшава    | 3:2                        | 3:1     | 0:1  |
|         |                       | Осмина финала | Чешка                                            | Спарта Праг       | 3:2                        | 3:0     | 0:2  |
|         |                       | Четвртфинале  | Холандија                                        | Фајенорд          | 3:6                        | 3:2     | 0:4  |
| 1982/83 | УЕФА Куп              | 1.коло        | Социјалистичка Федеративна Република Југославија | Сарајево          | 4:6                        | 2:2     | 2:4  |
| 1988/89 | УЕФА Куп              | 1.коло        | Социјалистичка Федеративна Република Југославија | Партизан          | 0:10                       | 0:5     | 0:5  |
| 1990/91 | УЕФА Куп              | 1.коло        | Кипар                                            | Омонија           | 4:5 (п.п)                  | 2:1     | 1:2  |
| 1991/92 | УЕФА Куп              | 1.коло        | Шпанија                                          | Осасуна           | 1:4                        | 1:0     | 0:4  |
| 1995/96 | УЕФА Куп              | Квалификације | Грчка                                            | Олимпијакос       | 0:3                        | 0:2     | 0:1  |
| 1996/97 | УЕФА Куп              | Квалификације | Литванија                                        | ФК Инкарас Каунас | 5:4                        | 4:3     | 1:1  |
|         |                       | Квалификације | Аустрија                                         | ФК Тирол Инсбрук  | 2:5                        | 1:1     | 1:4  |

## Састав екипе у сезони 2010/11
| Бр. |          | Позиција | Играч            |
| --- | -------- | -------- | ---------------- |
| 1   | Бугарска | Г        | Стефано Кунчев   |
| 2   | Бугарска | Н        | Радослав Василев |
| 3   | Бугарска | О        | Кирил Огњанов    |
| 4   | Бразил   | О        | Хосиас Басо      |
| 5   | Румунија | Н        | Спас Георгиев    |
| 7   | Бугарска | С        | Илија Илиев      |
| 8   | Србија   | С        | Павле Попара     |
| 9   | Бугарска | Н        | Георги Христов   |
| 10  | Бугарска | С        | Јордан Јуруков   |
| 12  | Бугарска | Г        | Емил Петров      |
| 13  | Бугарска | О        | Иван Дечев       |
| 14  | Бугарска | С        | Божидар Васев    |
| 15  | Бугарска | О        | Стојан Предев    |
| 16  | Бугарска | С        | Иван Винков      |

| Бр. |          | Позиција | Играч             |
| --- | -------- | -------- | ----------------- |
| 17  | Бугарска | Н        | Николај Божов     |
| 18  | Бугарска | О        | Филип Филипов     |
| 20  | Бугарска | О        | Радослав Димитров |
| 21  | Бугарска | О        | Богомил Ђаков     |
| 26  | Бугарска | Г        | Људмил Зарев      |
| 35  | Бугарска | О        | Диан Молдованов   |
| 44  | Бразил   | Н        | Жозе Жуниор       |
| 77  | Бугарска | С        | Данијел Пејев     |
| -   | Бугарска | О        | Живко Желев       |
| -   | Бугарска | О        | Иван Тодоров      |
| -   | Бугарска | О        | Атанас Дреновички |
| -   | Бугарска | С        | Иван Здравков     |
| -   | Бугарска | С        | Галин Иванов      |